# Takashi Fujii (komiek)
Takashi Fujii (Japans: 藤井隆, Fujii Takashi) (Toyonaka, 10 maart 1972) is een Japanse komiek en zanger. Hij verscheen als "Matthew Minami" (マシュー南) in Lost in Translation.
Op 7 mei 2005 kondigde hij officieel aan te willen trouwen met Otoha (乙葉), een Japans idool. Zij trouwden op 30 juli 2005 in het Grand Hyatt hotel in Tokio, met een publiek van 340 gasten inclusief vele bekende Japanse beroemdheden.